# Porangonycha
Porangonycha is een kevergeslacht uit de familie van de boktorren (Cerambycidae). De wetenschappelijke naam van het geslacht werd voor het eerst geldig gepubliceerd in  door Martins & Galileo.

## Soorten
Porangonycha is monotypisch en omvat slechts de volgende soort:
- Porangonycha princeps (Bates, 1872)